# 大江広時
大江 広時（おおえ の ひろとき、旧字体：廣時）は鎌倉時代前期の武将。鎌倉幕府の御家人。鎌倉幕府政所初代別当大江広元の孫。大江親広の子。母は平時家の娘。妻は北条実泰の娘。

## 生涯
父大江親広が承久の乱で敗れたものの、その時点で祖父大江広元が健在だったこと、兄大江佐房が乱で戦功を挙げたことから幕職に就く。『吾妻鏡』での初出は嘉禎4年（1238年）で、少輔木工助として将軍に随行して上京した。延応元年（1239年）7月、佐房と共に久遠寿量院持仏堂で信濃法印に布施を渡している。同年8月の祈祷においても布施を渡す役をしており「諸大夫」とあることから、この時点で従五位だったことがわかる。
親広没後は次兄大江高元が寒河江荘を受け継ぐものの建長6年（1254年）30歳（38歳とも）で早世したため、高元の室・藤原親実の娘が一時相続した後相続するに至る。相続の際、寒河江荘北方（北寒河江荘）は闕所となり北条氏の所領となってしまう。寒河江荘には目代を送り自身は鎌倉にあったものとみられる。

## 系譜
- 父：大江親広 - 源通親の猶子となって源親広を称す。正五位下、民部権少輔、武蔵守。京都守護などを歴任するも承久の乱で上皇側につき隠棲。
- 母：平時家の娘
- 妻：北条実泰の娘
  - 大江政広 - 長男。助太郎を称す。室は毛利経光の娘。法名行阿宥慶。
- 生母不明
  - 大江親政 - 2男。二郎を称す。
  - 大江光親 - 3男。三郎を称す。
  - 重祐 - 4男。隆弁の弟子。1324年数え81歳で没。孫の金剛丸は幸海と改名し慈恩寺別当坊30代を継いだ。
  - 大江顕親 - 5男。孫六郎を称す。
  - 娘
  - 娘

## 関連資料
- 『吾妻鏡』
- 寒河江市史編さん委員会『寒河江市史 上巻』、1994
- 寒河江市史編さん委員会『寒河江市史 大江氏ならびに関係史料』、2001